# 호로시요보역
호로시요보역(러시아어: Хорошёво, 영어: Khoroshyovo)은 모스크바 지하철 모스크바 중앙 순환선의 역이다.

## 환승
호로시요보 역에서는 타간스코 크라스노프레스넨스카야 선의 폴레자옙스카야 역과 볼샤야 콜체바야 선의 호로시욥스카야 역으로 환승할 수 있다. 세 노선 모두 지하 연결 통로로 이동하여 환승 가능하다.